# Mulu Hailemichael
Mulu Kinfe Hailemichael, né le 12 janvier 1999 à Adigrat, est un coureur cycliste éthiopien.

## Biographie
Jusqu'alors inconnu, il se révèle à la fin de l'année 2018 en terminant troisième et meilleur grimpeur du Tour du Rwanda, à dix-neuf ans. 
En 2019, il est recruté par Dimension Data-Qhubeka, réserve de l'équipe World Tour du même nom. En juillet, il se distingue en terminant cinquième et meilleur grimpeur du Tour de la Vallée d'Aoste. Une semaine plus tard, il s'impose sur Bassano-Monte Grappa, une course réputée du calendrier amateur italien. Il rejoint ensuite la formation Delko Marseille Provence en 2020,.

## Palmarès et résultats

### Palmarès par année
- 2018
  - 3e du Tour du Rwanda
- 2019
  - Bassano-Monte Grappa
- 2020
  - 2e étape du Tour du Rwanda
- 2022
  - San Martín Proba
  - Tour d'Estrémadure :
    - Classement général
    - 2e étape

  - 5e étape du Tour de Zamora
  - Mémorial Etxaniz
  - 2e du Tour de Zamora
  - 3e du San Gregorio Saria
  - 3e du San Juan Sari Nagusia
  - 3e du Premio Nuestra Señora de Oro
  - 3e du championnat de Navarre
  - 3e du San Bartolomé Saria
- 2024
  -  Champion d'Éthiopie du contre-la-montre
  - 2e du championnat d'Éthiopie sur route

### Classements mondiaux
| Année                                 | 2018  | 2019  | 2020 | 2021 | 2022 | 2023  | 2024  |
| ------------------------------------- | ----- | ----- | ---- | ---- | ---- | ----- | ----- |
| Classement mondial                    | 1664e | 1867e | 735e | nc   | nc   | 1106e | 2128e |
| UCI Africa Tour                       | 106e  | 111e  | 24e  | nc   | nc   | 42e   | nc    |
|                                       |       |       |      |      |      |       |       |
| Légende : nc = non classéSource : UCI |       |       |      |      |      |       |       |